# Bolqarçay Su Anbarı
Bolqarçay Su Anbarı (azerbajdzjanska: Bolqarçay Su Anbarı) är en reservoar i Azerbajdzjan.   Den ligger i distriktet Biläsuvar, i den sydöstra delen av landet, 170 km sydväst om huvudstaden Baku. Bolqarçay Su Anbarı ligger 55 meter över havet. Arean är 0,81 kvadratkilometer. Den sträcker sig 1,1 kilometer i nord-sydlig riktning, och 1,4 kilometer i öst-västlig riktning.
Trakten runt Bolqarçay Su Anbarı består till största delen av jordbruksmark. Runt Bolqarçay Su Anbarı är det ganska tätbefolkat, med 96 invånare per kvadratkilometer.